# Engelberg

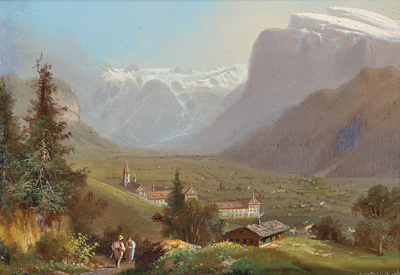
Hubert Sattler (1817–1904): Cảnh quan Engelberg

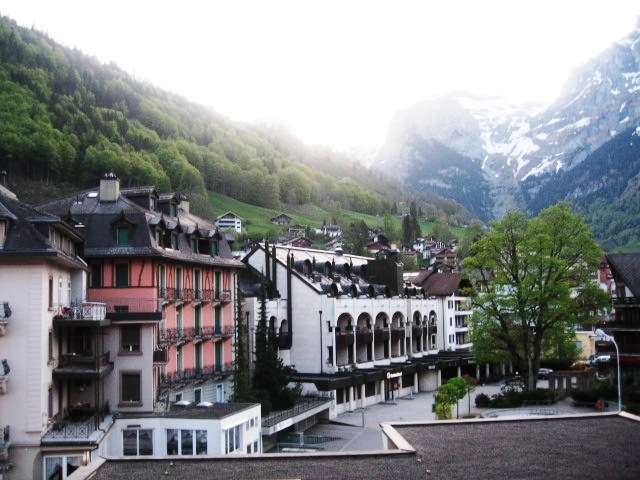
Cảnh quan Engelberg nhìn từ Khách sạn Ramada Balcony

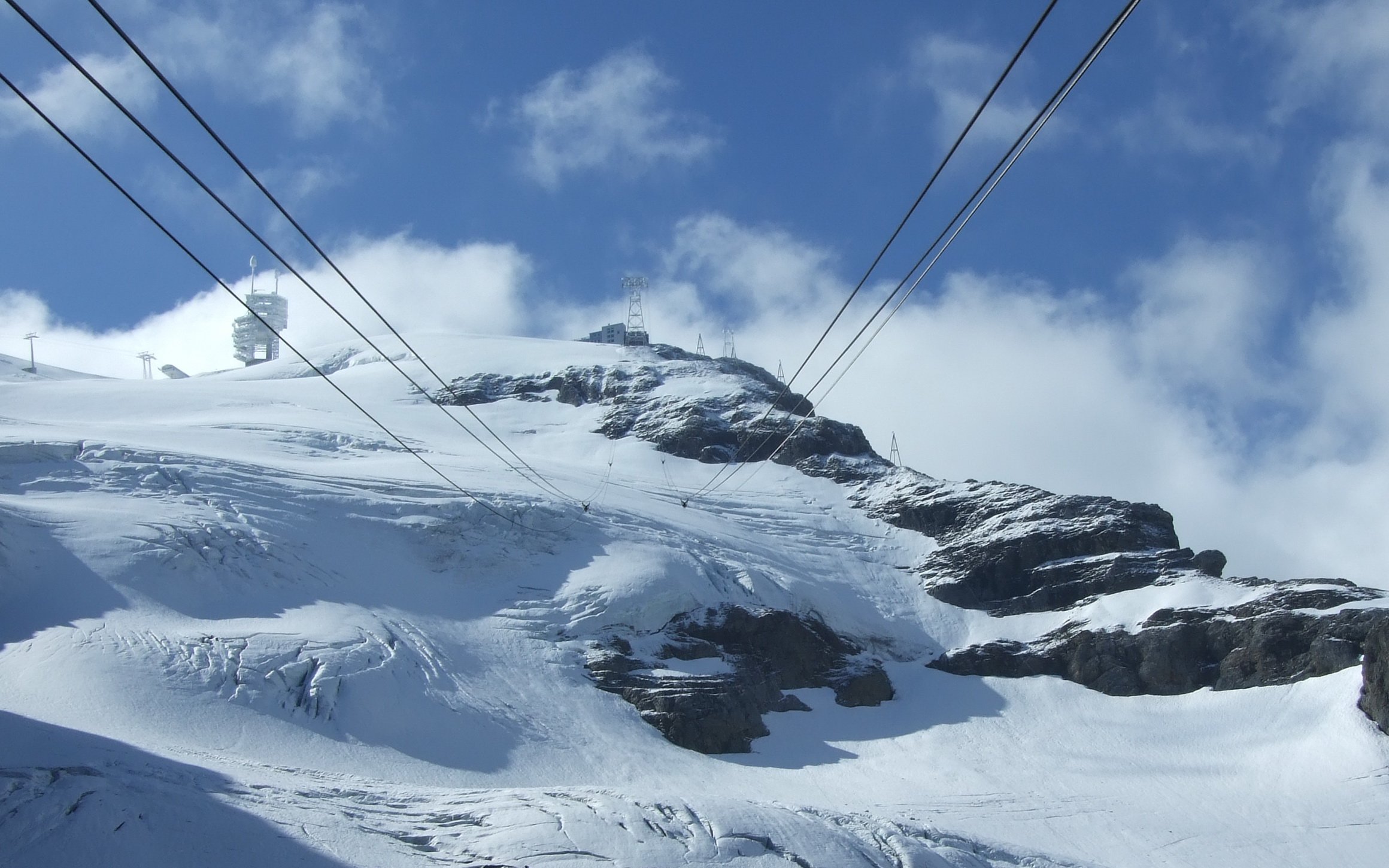
Engelberg-Titlis cableway

Engelberg là một khu nghỉ mát và khu tự quản ở bang Obwalden ở Thụy Sĩ. Bên cạnh làng Engelberg, khu tự quản cũng bao gồm các khu định cư của Grafenort, Obermatt và Schwand.
Khu tự quản Engelberg là một vùng đất lọt của Obwalden, bao quanh bởi các bang Bern, Nidwalden và Uri. Engelberg có một dân số (tính đến ngày 31 tháng 12 năm 2015) của 4097. Tính đến năm 2007, 21,0% dân số được tạo thành từ các công dân nước ngoài.
Engelberg là khu nghỉ mát núi hàng đầu (Urner Alps) ở miền trung Thụy Sĩ. Trong thời Trung cổ, Engelberg đã được biết đến thông qua nước đối với chất lượng giáo dục của tu viện Benedictine của nó, là Tu viện Engelberg. Từ thế kỷ 19, Engelberg đã được quốc tế biết đến là một khu nghỉ dưỡng và spa, nhưng ngày nay người ta đến đây để trượt tuyết do tại đây có không khí trong lành. Với sự kết hợp của các cơ sở thể thao hiện đại và vị trí trên núi cao, Engelberg là địa danh thu hút khách cho cả mùa hè và mùa đông du lịch. Thành phố lớn gần nhất là Lucerne.
Ngôn ngữ chính thức của Engelberg là tiếng Đức (với phương ngữ Thụy Sĩ), nhưng ngôn ngữ nói chính là biến thể địa phương của các phương ngữ Đức Thụy Sĩ Alemannic.